# 迪布羅瓦 (蘇梅區)
51°9′47″N 34°32′55″E / 51.16306°N 34.54861°E
迪布羅瓦（烏克蘭語：Діброва）是位於烏克蘭東北部的村莊，由蘇梅州蘇梅區的米科拉伊夫卡乡级市镇負責管轄。該村處於克雷哈河畔，分別距離邦達里夫希納1.5公里和里奇基2.5公里，海拔高度148米，2001年人口68。